# Noindex
noindex — имя тега, не входящего в официальную спецификацию языка гипертекстовой разметки веб-страниц HTML, предназначенного для включения в него частей веб-страниц, не предлагаемых к индексации поисковыми системами.
Тег предложен российской компанией «Яндекс» в качестве альтернативы атрибуту nofollow.
Данный тег предназначен для поисковых систем: он указывает им на то, что часть страницы, находящуюся между <noindex> и </noindex>, не следует никаким образом учитывать при индексировании данной страницы.
При использовании этого метода часть страницы, где он применяется, становится неэффективной для поисковой оптимизации.
С мая 2010 года «Яндекс» также стал учитывать микроформат nofollow.

## Мета-тег noindex
Существует также мета-тег Noindex с тем же именем и с похожим предназначением. Отличие от «российского» — несколько другое использование, а также область действия (на всю страницу).
Пример тега noindex:
```
<
body
>

...

<
noindex
><
a
 
href
=
"http://www.example.com"
>
Попытка рекламы
</
a
></
noindex
>

```

Пример мета-тега noindex:
```
<
html
>

<
head
>

 
<
meta
 
name
=
"robots"
 
content
=
"noindex"
 
/>

 
<
title
>
Don't index this page
</
title
>

</
head
>

```

## Noindex и Википедия
Стоит отметить, что в отличие от nofollow, Википедия не «обертывает» внешние ссылки тегами noindex, что раньше могло давать почву для спама вики-статей внешними ссылками, добавляемыми «поисковыми оптимизаторами» и владельцами некоторых сайтов для собственной «раскрутки» «под Яндекс». Однако с мая 2010 и это стало бесполезным занятием.

## Совместимость
Поскольку тег noindex не входит в официальную спецификацию языка HTML, то большинство HTML-валидаторов считает его ошибкой. Потому для того, чтобы сделать код с noindex валидным, рекомендуется использовать следующую конструкцию:
```
<!--noindex-->
Текст или код, который нужно исключить из индексации
<!--/noindex-->
```

## Подсветка Noindex
Подсветка SEO-тега noindex на сайтах реализована в плагине RDS bar в браузерах Firefox, Google Chrome и Opera.